# Бюлов, Фриц
Фредерик Вильям Александр «Фриц» Бюлов (нем. Frederick William Alexander «Fritz» Buelow, 13 февраля 1876, Берлин — 27 декабря 1933, Детройт, Мичиган) — американский бейсболист немецкого происхождения, выступавший на позиции кэтчера. Известен по выступлениям за «Детройт Тайгерс».  

## Биография

### Ранние годы
Фредерик Бюлов родился 13 февраля 1876 года в Берлине. Он был первым из четырёх сыновей Карла и Эрнестины Бюлов. В 1881 году их семья переехала в США, осев в Кливленде, где Карл устроился на работу докером. В бейсбол Бюлов начал играть во время учёбы в школе. В 1895 году он играл за две команды из Колумбуса. Весной следующего года Фредерик переехал в Броктон, команда которого играла в Лиге Новой Англии. В одном турнире с ним играл один из лучших бейсболистов в истории Нап Лажойе. Сезоны 1897 и 1898 годов он провёл в составе «Потакет Феномс», выделяясь среди партнёров большим числом получаемых страйкаутов.
В июле 1898 года лига прекратила своё существование и Бюлов присоединился к «Детройт Тайгерс», выступавшим тогда в Западной лиге, предшественнице Американской лиги. В составе клуба было три кэтчера, так как нагрузка на них при ловле сильных подач была высокой. Фриц, благодаря своей скорости и подвижности, выходил на поле и в качестве аутфилдера. В 1899 году пост главного тренера «Тайгерс» занял Джордж Столлингс. «Детройт» при нём стал сильнейшей атакующей командой лиги, но плохая игра в защите не позволила им выиграть титул. Бюлов в том сезоне стал худшим кэтчером команды, допустив двадцать четыре ошибки в пятидесяти двух играх. В конце чемпионата его отстранили от игр и оштрафовали на 25 долларов за плохую готовность. В сентябре Фрица обменяли в «Сент-Луис». Концовку сезона он провёл на высоком уровне — в семи проведённых играх он отбивал с показателем 46,7 %, а также не допустил ошибок в обороне.

### Главная лига бейсбола
Во время весенних сборов в 1900 году Фриц перенёс ангину и операцию по удалению миндалин. Поправившись, он подписал с клубом новый контракт на сумму 1 350 долларов. Впервые в сезоне Бюлов вышел на поле 28 мая, заменив заболевшего Лу Кригера. Матч был проигран со счётом 4:11, а Фриц снова плохо сыграл в защите. После этого на поле он появлялся только как пинч-хиттер. Летом Бюлова отправили в «отпуск», во время которого он участвовал в показательных матчах любительских и полупрофессиональных команд. Часть времени он провёл в Детройте, где познакомился с канадкой Агнес Миллер. После окончания сезона они поженились.
Перед стартом сезона 1901 года Американская лига объявила о своём статусе как главной. После этого состав «Сент-Луиса», игравшего в Национальной лиге, покинул ряд ведущих игроков. Команда пыталась удержать Бюлова, но тот отклонил три предложения контракта с повышением зарплаты, а затем перешёл в «Детройт». За «Тайгерс» Фриц играл с 1901 по 1904 год. Он прибавил в игре в защите, хорошо работал на тренировках, но был нестабилен. С каждым годом его показатель отбивания снижался: с 22,5 % в 1901 году до 11,0 % в 1904.
В июле 1904 года «Детройт» продал Фрица в «Кливленд Напс», которым требовался кэтчер после травм Гарри Бемиса и Фреда Эбботта. За команду из Огайо он играл до конца сезона 1906 года. Весной его обменяли в «Сент-Луис Браунс», которые стали последней командой Бюлова в Главной лиге бейсбола. «Браунс» отчислили его по ходу сезона. В 1908 году Фриц провёл ещё двадцать пять игр за «Миннеаполис Миллерс». На следующий год он перешёл в Монреаль Роялс, но из-за травмы сыграл за команду всего десять игр. В августе Бюлова пригласили на должность тренера в команду D-лиги из Бей-Сити, которую он привёл к пятому месту в чемпионате.

### После завершения карьеры
Закончив с бейсболом в конце 1909 года, Фриц устроился на работу в компанию Chalmers Automobile. Когда он столкнулся с проблемами со здоровьем в 1910 году, болельщики из Детройта и его бывшие партнёры по команде провели показательный матч, собрав для Бюлова около 1 000 долларов на посещение специалиста. Позднее, уйдя с завода, он работал на стадионе «Нейвин Филд», домашней арене клуба «Детройт Тайгерс».
В 1918 году скончалась его супруга Агнес. Фриц Бюлов умер в больнице 27 декабря 1933 года. 